# IC 4396
IC 4396 ist eine Spiralgalaxie vom Hubble-Typ Sb im Sternbild Bärenhüter am Nordsternhimmel. Sie ist schätzungsweise 470 Millionen Lichtjahre von der Milchstraße entfernt.
Das Objekt wurde am 6. Juni 1896 von Stéphane Javelle entdeckt.